# Verbania
Verbania là một thành phố nằm ở bờ hồ Maggiore, vùng Piedmont tây bắc Italia. Đô thị này được lập năm 1939 trên cơ sở sáp nhập các thành phố Intra và Pallanza. Kể từ năm 1992, thành phố này đã là thủ phủ của tỉnh Verbano-Cusio-Ossola.

## Địa điểm tham quan
- Giardini Botanici Villa Taranto, có các vườn thực vật

## Thành phố kết nghĩa
- - Bourg-de-Péage, Pháp
- - Crikvenica, Croatia
- - East Grinstead, Anh quốc
- - Mindelheim, Đức
- - Sant Feliu de Guíxols, Tây Ban Nha
- - Schwaz, [[Áo